# نمچ
نمچ(نصیرآباد)، روستایی از توابع بخش ساردوئیه شهرستان جیرفت در استان کرمان ایران است. این روستا در ۲کیلومتری شمال مرکز بخش (درب بهشت) در مسیر جاده ساردوئیه به راین واقع است. آب این روستا از چشمه و رودخانه و در گذشته از قنات بوده‌است. محصولات این روستا غلات و حبوباتی مانند لوبیا ، سیب زمینی و...در این روستا درختانی مانند گردو، زردآلو، گیلاس، هلو، آلبالو، سیب و... پرورش داده می شود. شغل اهالی زراعت و گله داری است. به نقل از لغت نامه دهخدا، ساکنین این روستا از ایل مهنی و  طایفه فامیل های کریمی نمچ (مقبلی مهنی) و  احمدی نمچ (احمدی مهنی) هستند. این منطقه دارای آب و هوای سرد و کوهستانی است و به دلیل ارتفاع زیاد از سطح دریا های آزاد جزو مناطق برف گیر محسوب می‌شود. میانگین بارش سالانه در این روستا حدود ۳۰۰ الی ۳۲۰ میلیمتر است. همچنین کوه های این منطقه مملو از گیاهان دارویی است.

## جاذبه های گردشگری
در انتهای این روستا دره ای بزرگ و زیبا به نام گیتین وجود دارد.این دره زیبا؛ پوشیده از درختان کهنسال گردو و درختان میوه است و رودخانه نمچ از میان آن می گذرد و خصوصاً در فصل هایی از سال که آب رودخانه جاری است بر زیبایی های آن می افزاید.

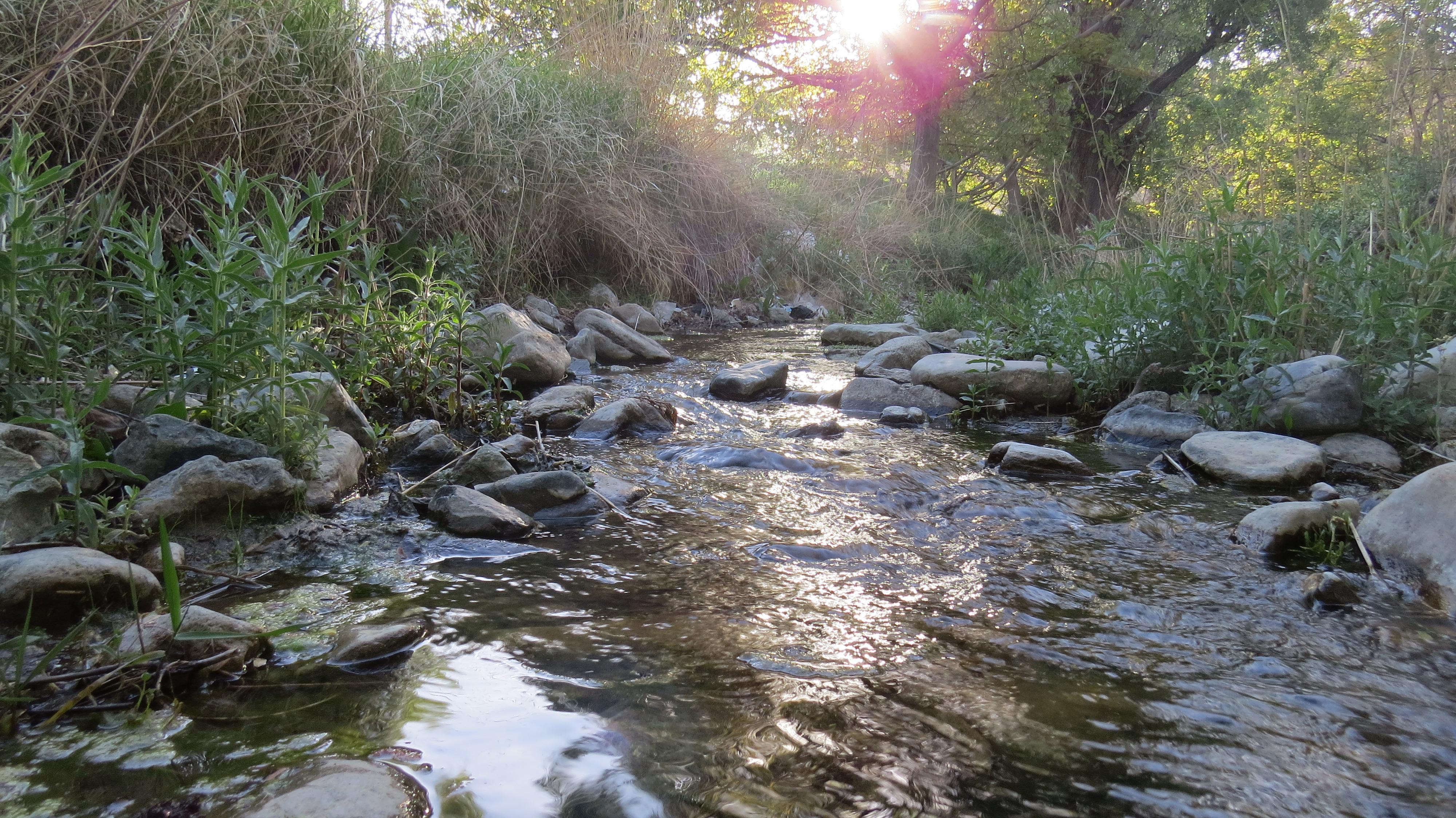
رودخانه نمچ در گیتین

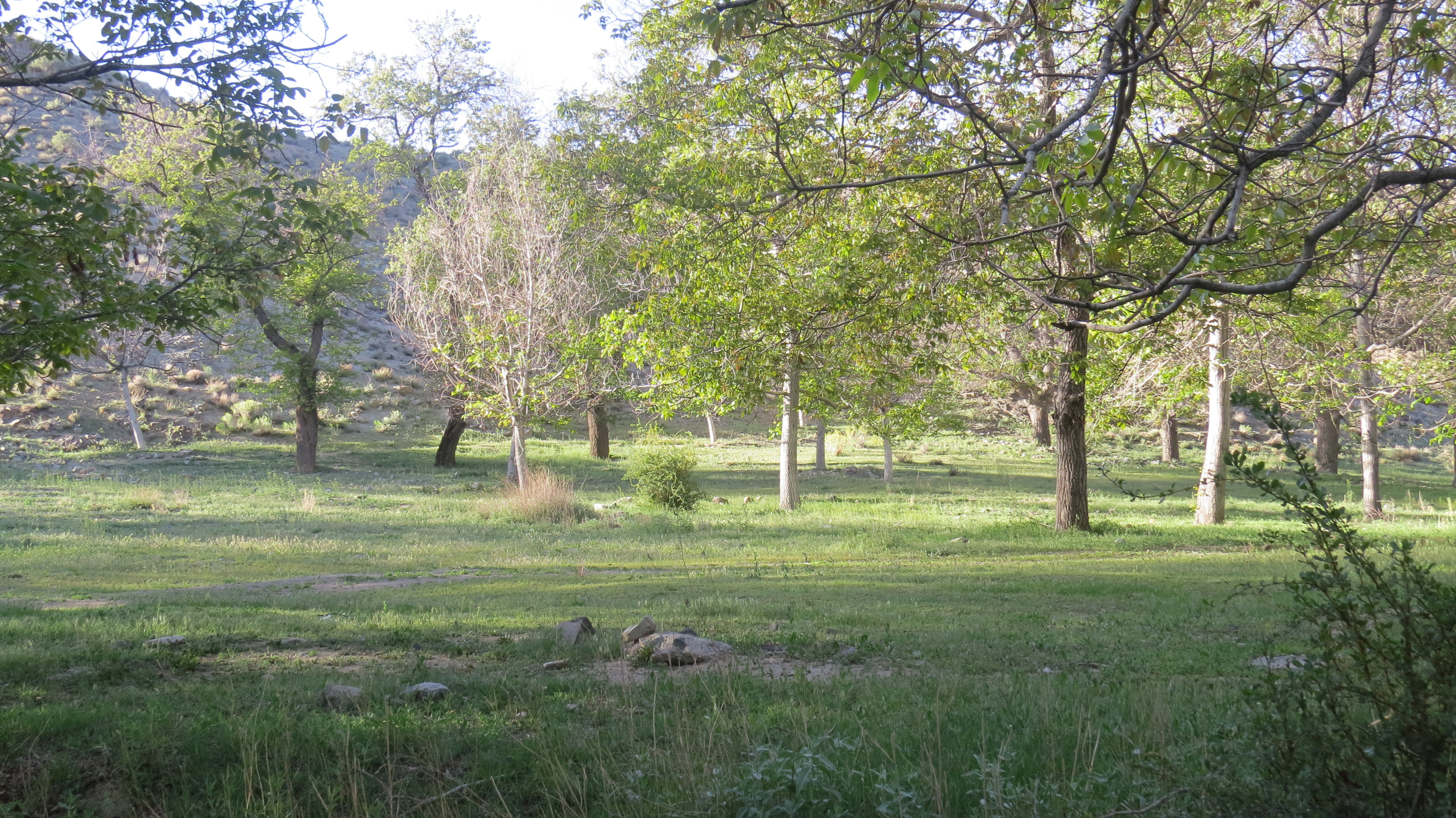
بخشی از پوشش گیاهی نمچ در فصل بهار

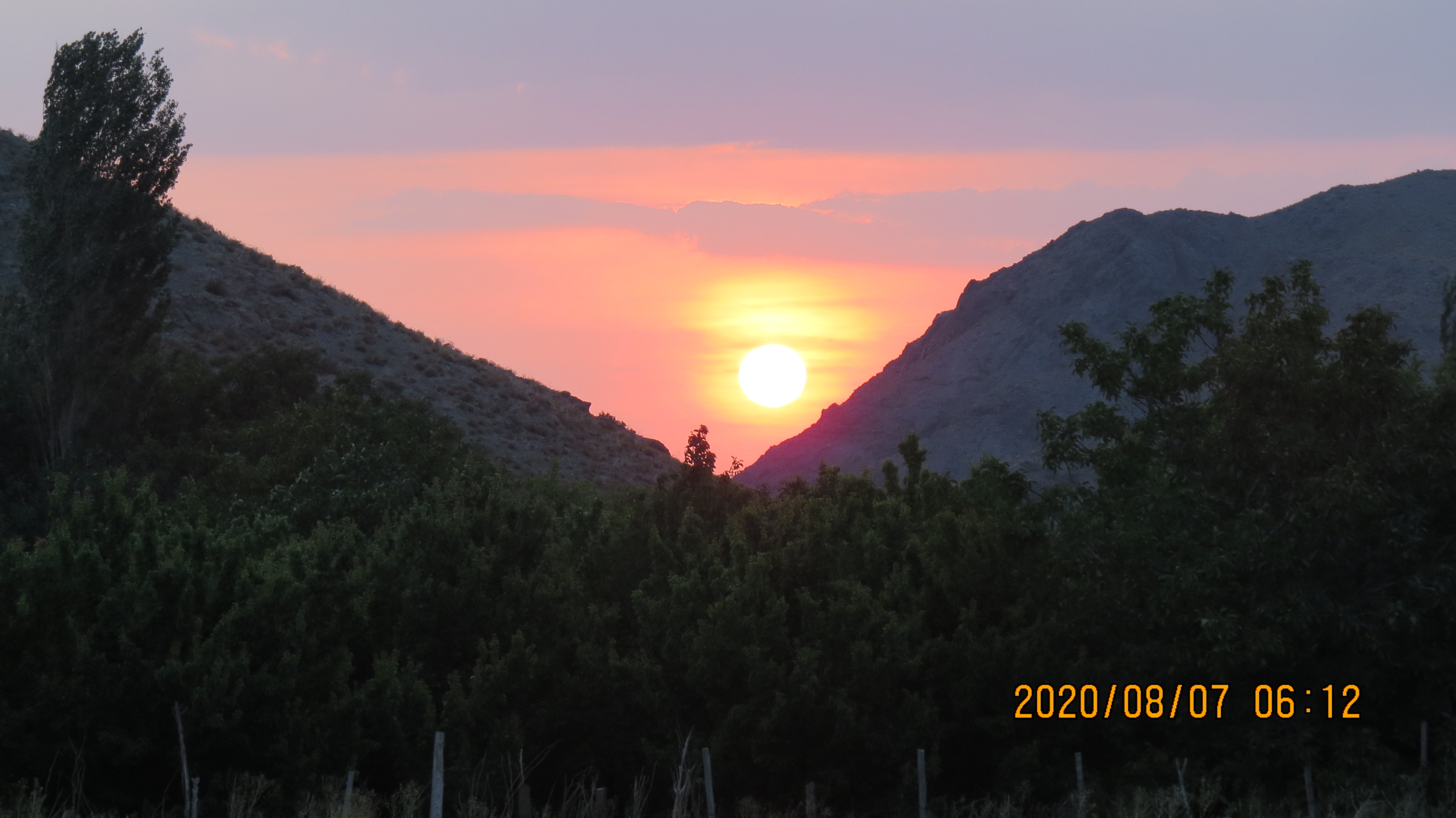
طلوع زیبای خورشید از میان دو کوه

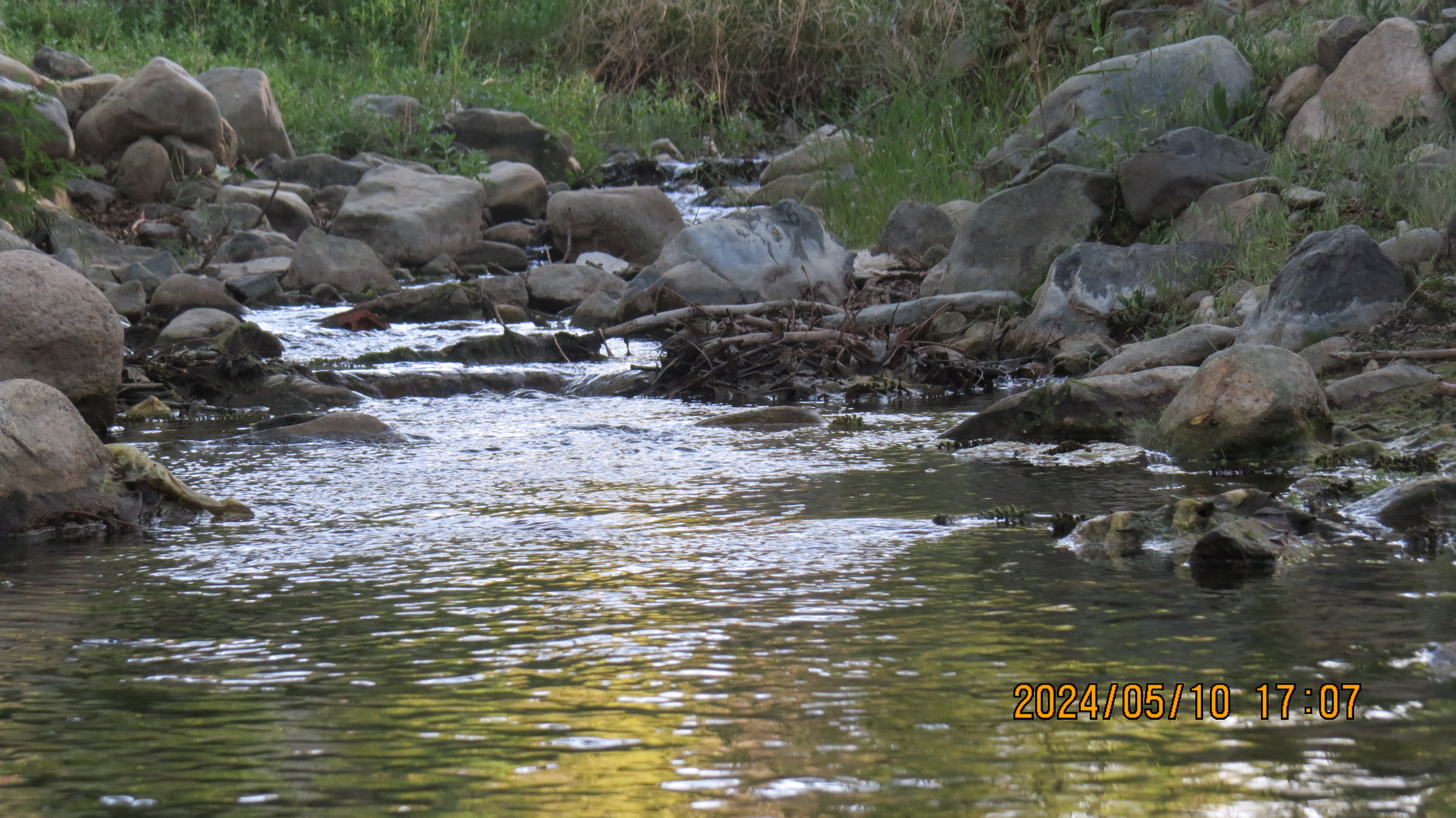
رودخانه نمچ

## جمعیت
این روستا در دهستان ساردوئیه قرار دارد و براساس سرشماری مرکز آمار ایران در سال ۱۳۹۵، جمعیت آن ۲۱۸نفر بوده‌است